# Grayson-Nunatak
Der Grayson-Nunatak ist ein Nunatak im westantarktischen Marie-Byrd-Land. In den Ford Ranges ragt er als nordwestlichste Erhebung der Gutenko-Nunatakker 5 km westlich des Crummey-Nunataks auf.
Wissenschaftler der United States Antarctic Service Expedition (1939–1941) entdeckten und kartierten ihn. Der United States Geological Survey kartierte ihn erneut anhand eigener Vermessungen und Luftaufnahmen der United States Navy aus den Jahren von 1959 bis 1965. Das Advisory Committee on Antarctic Names benannte den Nunatak 1972 nach Donald E. Grayson (1931–1988), Ingenieur auf der Byrd-Station im Jahr 1970.